# Gazax-et-Baccarisse
Gazax-et-Baccarisse è un comune francese di 89 abitanti situato nel dipartimento del Gers nella regione dell'Occitania.

## Società

### Evoluzione demografica
Abitanti censiti